# Tratado del Sarre

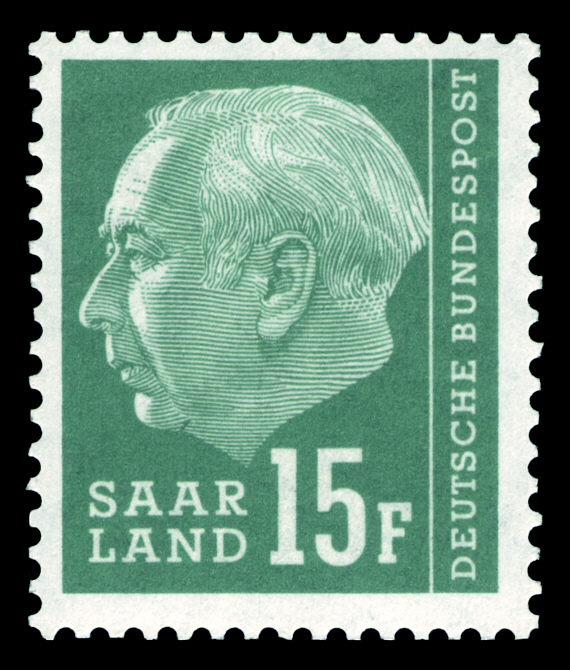
Serie de sellos del Sarre (II) de Theodor Heuss, presidente de Alemania.

El tratado del Sarre o tratado de Luxemburgo (en alemán: Saarvertrag o Vertrag von Luxemburg) fue un acuerdo efectuado entre la República Federal de Alemania (RFA) y Francia, el cual reconoció la recuperación del territorio del Sarre por parte del primero.

## Contexto
Después de la derrota de la Alemania Nazi en la Segunda Guerra Mundial, las potencias vencedoras consensuaron la división de Alemania en cuatro regiones de ocupación y la cesión de varios territorios sobre los cuales el Reich gozaba de soberanía efectiva. Entre los territorios cedidos, el Sarre era la excepción porque fue fundado en 1947 como un protectorado francés autónomo. Aunque mantenía fuertes vínculos con la economía y política francesa, este no mantenía alguna adhesión con su sistema jurídico; lo cual permitió la creación de una autoridad gubernamental, una moneda de curso legal propia y la emisión de documentos de identidad y pasaportes.
Este tratado fue firmado el 27 de octubre de 1956 en la ciudad de Luxemburgo por los ministros de Relaciones Exteriores Heinrich von Brentano y Christian Pineau, representando a la Alemania Occidental (RFA) y Francia, respectivamente. Este acuerdo fue logrado después de un plebiscito realizado el 23 de octubre del año anterior sobre la ratificación del Estatuto del Sarre, el cual fue rechazado.
El Parlamento Regional del Sarre declaró la anexión de este estado federado a la RFA el 14 de diciembre de 1956, aunque el proceso concluyó el 1 de enero de 1957. Desde 1957 hasta 1959 hubo una transición económica en el estado del Sarre, en el cual se empleaban dos monedas de curso legal, el franco del Sarre —vigente desde 1948— y el marco alemán.